# Frankie Hejduk
Frank Daniel Hejduk (La Mesa, 5 agosto 1974) è un ex calciatore statunitense con passaporto croato, di ruolo centrocampista.

## Carriera
Hejduk ha iniziato la sua carriera nel Tampa Bay Mutiny, dove ha militato dal 1996 al 1998 collezionando 57 presenze e 5 reti. Nel 1998 si è quindi trasferito in Europa, per giocare coi tedeschi del Bayer Leverkusen: l'esperienza in Germania non è stata positiva, in quanto il calciatore statunitense è sceso in campo solo per 19 volte in quattro campionati (segnando una rete). Nel 2002 è stato acquistato dal club svizzero del San Gallo: ma dopo appena 7 presenze ha deciso di fare ritorno in patria, al Columbus Crew. Con quest'ultima squadra ha vinto la MLS nel 2008, prima di trasferirsi (2010) al Los Angeles Galaxy: nel 2011, anno del suo ritiro, ha vinto per la seconda volta il campionato locale.
Se con i club la sua carriera non è stata fortunata, altrettanto non si può dire della sua avventura in Nazionale: con gli Stati Uniti ha vinto per tre volte la Gold Cup (2002, 2005 e 2007) partecipando anche ai Mondiali del 1998 e del 2002.

## Palmarès

### Club
- MLS Supporters' Shield: 5

Tampa Bay Mutiny: 1996
Columbus Crew: 2004, 2008, 2009
Los Angeles Galaxy: 2011
- Campionato MLS: 2

Columbus Crew: 2008
Los Angeles Galaxy: 2011

### Nazionale
- Gold Cup: 3

2002, 2005, 2007